# 博伊德
博伊德、包依德（英語：Boyd）是古老的蘇格蘭姓氏。可以指：

## 人名
- 比利·包依德 (演員)（英語：Billy Boyd，1968年8月28日－），蘇格蘭演員和歌手。
- 詹姆斯·H·博伊德 (政治人物)（英語：James Howlett "Jimmy" Boyd，1906年11月5日－1974年4月11日），美國政治家。
- 朱利安·博伊德（英語：Julian Boyd，1990年2月2日－），美國男子籃球運動員。
- 玛丽·西姆·博伊德（Mary Syme Boyd，1910年8月15日－1997年10月30日），蘇格蘭藝術家和雕塑家。
- 克里斯·博伊德（英語：Kris Boyd，1983年8月18日－），英國足球運動員。
- 乔治·博伊德（英語：George Ian Boyd，1985年10月2日－），英國足球運動員。
- 卡拉·博伊德（英語：Carla Boyd，1975年10月31日－），澳大利亚女子篮球运动员。
- 林恩·博伊德（Linn Boyd, Lynn，1800年11月22日－1859年12月7日），美國政治家。
- 丹尼斯·博伊德（英語：Dennis Boyd，1954年5月21日－），前職業籃球運動員。
- 威廉·博伊德（英語：William Boyd，1952年3月7日－），英國小說家和編劇。
- 乔治·博伊德（英語：George Ian Boyd，1985年10月2日－），英國足球運動員。

|  | 本页或本分段罗列了姓氏为「博伊德」的人物。 如果是一个指代特定个人的内链将您引导到本页，請考慮修正該人物的名字以將链接指向正確的條目。 |